# Field Dalling
Field Dalling est un village et une paroisse civile du Norfolk, en Angleterre.